# FC Schöningen 08
Der FC Schöningen 08 war ein Sportverein aus Schöningen im Landkreis Helmstedt. Die erste Fußballmannschaft spielte 13 Jahre in der höchsten niedersächsischen Amateurliga.

## Geschichte
Gegründet wurde der Verein am 15. November 1908. Im Jahre 1936 erreichte der Verein die zweithöchste Spielklasse, dessen Meisterschaft 1940 erreicht wurde. In der Aufstiegsrunde zur Gauliga Niedersachsen wurde der FC Zweiter hinter dem 1. SC Göttingen 05. Ein Jahr später wurden die Schöninger Vizemeister hinter dem LSV Wolfenbüttel. Nach dem Zweiten Weltkrieg gelang 1948 der Aufstieg in die damals zweitklassige Landesliga Braunschweig und ein Jahr später die Qualifikation zur neu geschaffenen Amateuroberliga Niedersachsen. Nach Rang zwölf in der Saison 1949/50 folgte ein Jahr später der Abstieg. Am letzten Spieltag kam der FC daheim gegen den direkten Konkurrenten FC Grone nicht über ein 0:0 hinaus und stieg ab.
In der Amateurliga 4 reichte es in den folgenden Jahren nur zu Platzierungen im Mittelfeld. 1957 blieb die Mannschaft nur durch den Aufstieg von Rot-Weiß Steterburg in der Liga. Ein Jahr später wurde der FC Vizemeister. Im Jahre 1961 langte es zur Meisterschaft, jedoch scheiterte die Mannschaft in der Aufstiegsrunde an Borussia Hannover. Drei Jahre später kehrten die Schöninger unter kuriosen Umständen ins niedersächsische Oberhaus zurück. Obwohl die Mannschaft noch Nachholspiele auszutragen hatte, erklärte der NFV den TSV Helmstedt zum Meister, der daraufhin an der Aufstiegsrunde teilnahm.
Nachdem die Schöninger die Nachholspiele absolviert hatte lagen der FC und Helmstedt gleichauf. Der NFV musste ein Entscheidungsspiel ansetzen, welches Schöningen vor 3000 Zuschauern mit 2:1 gewann. Daraufhin übernahm Schöningen den Helmstedter Platz in der Aufstiegsrunde. Die beiden Helmstedter Siege wurden dem FCS gutgeschrieben, der nach Abschluss der Runde den Klassensprung schaffte. Nach einem elften Platz in der Saison 1964/65 wurde der Klassenerhalt erst nach einem 1:0-Sieg im Entscheidungsspiel gegen Union Salzgitter erreicht. 1967 war der Abstieg nicht mehr zu vermeiden.
Ein Jahr später verhinderte der Aufstieg von Teutonia Uelzen, dass die Schöninger in die Bezirksliga durchgereicht wurden. Im Jahre 1971 gelang überraschend die Rückkehr in die Landesliga Niedersachsen, wo die Mannschaft zumeist gegen den Abstieg kämpfen musste. Der Niedergang wurde 1979 eingeleitet, als Trainer Bogdan Puljewicz mitsamt zehn Schöninger Stammspielern zum Helmstedter SV wechselte. Prompt stieg der FC 08 aus der mittlerweile Verbandsliga Niedersachsen genannten Liga ab. Im Jahre 1984 folgte der Abstieg in die Landesliga Ost, in die der Verein zwischen 1986 und 1988 noch einmal zurückkehrte. Im Jahre 2011 fusionierte der Verein mit dem SV Hoiersdorf/Twieflingen zur FSV Schöningen.

## Persönlichkeiten
Mit Peter Hayduk brachte der Verein einen Bundesligaspieler und mit Sven Boy einen Zweitligaspieler hervor. Harald Theil ehemaliger Regionalligaspieler, spielte seinerzeit in der zweithöchsten Spielklasse. Der ehemalige B-Nationalspieler Eberhard Haun trainierte in der Saison 1975/76 den FC Schöningen 08.